# Rülzheim
Rülzheim är en kommun och ort i Landkreis Germersheim i förbundslandet Rheinland-Pfalz i Tyskland.
Kommunen ingår i kommunalförbundet Verbandsgemeinde Rülzheim tillsammans med ytterligare tre kommuner.